# Rose (singel B.A.P)
Rose – szósty singel CD południowokoreańskiej grupy B.A.P, wydany 7 marca 2017 roku. Ukazał się w trzech edycjach: dwóch fizycznych (A i B) i jednej cyfrowej. Na płycie znalazły się trzy utwory, głównym utworem jest „WAKE ME UP”. Sprzedał się w nakładzie 43 836 egzemplarzy w Korei Południowej (stan na grudzień 2017 r.).

## Lista utworów
| Nr | Tytuł          | Czas |
| -- | -------------- | ---- |
| 1. | "DYSTOPIA"     | 3:38 |
| 2. | "WAKE ME UP"   | 3:29 |
| 3. | "DIAMOND 4 YA" | 3:30 |

## Notowania
| Lista                    | Pozycja |
| ------------------------ | ------- |
| Gaon Weekly Album Chart  | 3       |
| Gaon Monthly Album Chart | 8       |
| Gaon Yearly Album Chart  | 79      |
| Five Music (Tajwan)      | 6       |